# Phrurolithus luppovae
Phrurolithus luppovae is een spinnensoort uit de familie van de Phrurolithidae.
De wetenschappelijke naam van de soort werd in 1941 gepubliceerd door Sergei Aleksandrovich Spassky.